# Pentanisia prunelloides
Pentanisia prunelloides là một loài thực vật có hoa trong họ Thiến thảo. Loài này được (Klotzsch) Walp. mô tả khoa học đầu tiên năm 1843.